# John W. Tukey
John Wilder Tukey (* 16. Juni 1915 in New Bedford, Massachusetts; † 26. Juli 2000 in New Brunswick (New Jersey)) war ein US-amerikanischer Statistiker.

## Leben
Tukey wurde von seinen Eltern, beide Lehrer, unterrichtet und studierte an der Brown University Mathematik und Chemie. Er machte dort seinen Master-Abschluss in Chemie und ging dann an die Princeton University, wo er 1937 in Mathematik bei Solomon Lefschetz promoviert wurde (Denumerability in Topology, 1940 als Convergence and Uniformity in Topology in den Annals of Mathematical Studies der Princeton University Press erschienen). Danach war er Instructor an der Princeton University. Im Zweiten Weltkrieg befasste er sich mit militärischer Forschung bei der Fire Control Research Group, wo er statistische Arbeiten durchführte, was zu einem Wechsel seines Forschungsgebietes nach dem Krieg führte. Er ging zu dem Statistiker Samuel Stanley Wilks an der Princeton University, den er während der Arbeit in der Fire Control Research Group kennengelernt hatte, und arbeitete gleichzeitig bei den Bell Laboratories. 1966 war er einer der Gründer der Statistik-Fakultät in Princeton und 1966 bis 1969 deren Vorsitzender.
1961 wurde er Mitglied der National Academy of Sciences, 1962 wurde er in die American Philosophical Society und 1964 in die American Academy of Arts and Sciences gewählt. 1973 erhielt er von Präsident Richard Nixon die National Medal of Science. 1982 erhielt er die Medal of Honor der IEEE. Er war Mitglied mehrerer US-Delegationen, zum Beispiel bei den Konferenzen zur nuklearen Abrüstung in Genf und in UN-Ausschüssen zum Umweltschutz. Er war Vorsitzender des PSAC Panel on Chemicals and Health, das sich mit der Gefahr durch FCKWs (Ozonloch) auseinandersetzte.
1974 war er Invited Speaker auf dem Internationalen Mathematikerkongress in Vancouver (Mathematics and the picturing of data).

## Werk
Der Begriff Bit wurde von Tukey vermutlich 1946, nach anderen Quellen schon 1943, vorgeschlagen. Ihm wird auch die Prägung des Begriffs Software zugeschrieben in einem Aufsatz im American Mathematical Monthly von 1958.
Der Algorithmus der schnellen Fourier-Transformation (FFT) wird James Cooley und Tukey zugeschrieben, die ihn 1965 veröffentlichten. Es gab zwar mehrere Vorläufer (wie Carl Friedrich Gauß, Irving John Good, Cornelius Lanczos), aber erst Cooleys und Tukeys Arbeit hinterließ einen bleibenden wissenschaftlichen Nachhall.
Tukey gilt als Begründer der explorativen Datenanalyse (Explorative Statistik) und ist bekannt für mehrere Methoden der graphischen Datenanalyse in der Statistik (Box and Whisker Plot oder Boxplot, Stem and Leaf Diagram oder auch Stamm-Blatt-Diagramm, Tukey's Paired Comparisons und andere). Er war auch ein Pionier in der Einführung moderner mathematischer Methoden zur Abschätzung des Spektrums in Zeitreihenanalysen.
Zusammen mit Marshall Harvey Stone bewies er den Satz von Stone-Tukey, auch als Schinken-Sandwich-Theorem bekannt, da es folgende anschauliche Formulierung in beliebig vielen Dimensionen eine mathematische Form gibt: Es ist immer möglich ein mit Käse und Schinken beliebig belegtes Sandwich durch einen ebenen Schnitt in zwei Teile zu zerlegen, mit jeweils gleicher Menge (Volumenmaß), Brot, Käse, Schinken in jeder Hälfte (in n Dimensionen nimmt man in der Formulierung statt drei n Mengen endlichen Maßes, die Unterteilung erfolgt über eine (n-1)-dimensionale Hyperebene).
Siehe auch: Lemma von Teichmüller-Tukey, Schnelltest nach Tukey

### Artikel, Reports und Bücher
- M. H. Stone, J. W. Tukey: Generalized "sandwich" theorems. In: Duke Mathematical Journal. Bd. 9, 1942, S. 356–359.
- William Cochran, Frederick Mosteller, John W. Tukey: Statistical Problems of the Kinsey Report on Sexual Behavior in the Human Male: A Report of the American Statistical Association Committee to Advise the National Research Council Committee for Research in Problems of Sex. American Statistical Association, Washington 1954.
- J. W. Tukey: The Teaching of Concrete Mathematics. In: The American Mathematical Monthly. Bd. 65, Januar 1958, S. 1–9.
- J. W. Tukey: The future of data analysis. In: Annals of Mathematical Statistics. Bd. 33, 1962, S. 1–67.
- R. D. Luce, J. W. Tukey: Simultaneous conjoint measurement. In: Journal of Mathematical Psychology. Bd. 1, 1964, S. 1–27.
- James W. Cooley, John W. Tukey: An algorithm for the machine calculation of complex Fourier series. In: Math. Computation. Bd. 19, 1965, S. 297–301 (Schnelle Fouriertransformation).
- John W. Tukey: Exploratory data analysis. Addison-Wesley, 1977 (Digitalisat)
- F. Mosteller, J. W. Tukey: Data Analysis and Regression - a second course in statistics. Addison-Wesley, Reading, MA 1977.

### Gesammelte Werke
- John W. Tukey: The collected works of John W. Tukey. (= The Wadsworth statistics / probability series). Wadsworth advanced books and software, Belmont, CA.
  - 1. Time series: 1949–1964 / ed. by David R. Brillinger. - 1984. - LXV, 650 : graph. Darst. ISBN 0-534-03303-2.
  - 2. Time series: 1965–1984 / ed. by David R. Brillinger. - 1984. - LXVII S., ISBN 0-534-03304-0, S. 652–1153.
  - 3. Philosophy and principles of data analysis: 1949–1964 / ed. by Lyle V. Jones. - Repr. - 1996. - LXVIII, 516, ISBN 0-412-74250-0.
  - 4. Philosophy and principles of data analysis: 1965–1986 / ed. by Lyle V. Jones. - 1986. - LXVIII S., ISBN 0-534-05101-4, S. 518–1016.
  - 5. Graphics: 1965–1985 / ed. by William S. Cleveland. - 1988. - LXIV, 436, ISBN 0-534-05102-2.
  - 6. More mathematical: 1938–1984 / ed. by Colin L. Mallows. - Repr. - 1996. - LXXII, 644, ISBN 0-412-06271-2.
  - 7. Factorial and ANOVA: 1949–1962 / ed. by D. R. Cox. - 1992. - LXV, 260, ISBN 0-412-06321-2.
  - 8. Multiple comparisons: 1948–1983 / ed. by Henri I. Braun. - 1994. - LXI ISBN 0-412-05121-4.

### Über John W. Tukey
- D. R. Brillinger: John W. Tukey's Work on Time Series and Spectrum Analysis. In: The Annals of Statistics. Vol. 30, 2002, S. 1595–1618.